# Чат (гора)
Чат — вершина на Южно-Чуйском хребте, административно расположена в Кош-Агачском районе Республики Алтай РФ.

## Этимология
Диалектный алт. Чат — раздел реки.

## Описание
Гора на водоразделе рек Елангаш и Чаган, напротив устья реки Турой.